# Dévolution de problème
Cette notion est étroitement liée à celle de contrat didactique. Ce concept, créé par Guy Brousseau, est le résultat d’un paradoxe de l’enseignement. En effet, l’enseignant veut faire produire les réponses adéquates (comme il se doit), alors que l’élève n’en est pas capable, puisque l’objet premier de l’enseignement est justement qu’il s’approprie les savoirs nécessaires pour y parvenir. Cette conception opère une sorte de « révolution de l’enseignement ». C’est donc la question du « sens des apprentissages » qui est posée depuis les années 1980.

## Définition
Acte par lequel l’enseignant fait accepter à l’élève la responsabilité d’une situation d’apprentissage ou d’un problème à résoudre. Pour cela, l’enseignant conduit à faire avancer la connaissance grâce au jeu sur le contrat didactique, et par la mise en place de situations didactiques dans lesquelles il place successivement l’élève. Il s’agit pour l’enseignant de repérer les variables didactiques qui provoquent des adaptations, régulations et des stratégies faisant avancer la construction du savoir. 

## Objectif
Favoriser de la part de l’élève l’émergence d’une rationalité dans la situation d’apprentissage.
Cette dévolution se traduit chez l’élève par la maîtrise de compétences méthodologiques, par l’acceptation des rôles sociaux et elle lui permet de se prendre en charge.

## Nature de la situation didactique
Il s’agit de rendre compte ainsi de la nature paradoxale de la construction d’un savoir. Si l’on veut que l’enseignement ne se limite pas à fournir (tout cru) une procédure à suivre, le projet d’enseignement et le savoir à transmettre doivent circuler cachés pour éviter que la verbalisation du contrat ne conduise à un effondrement de la tâche intellectuelle. Si l’enseignant dit trop clairement à l’élève ce qu’il veut obtenir, alors il risque de ne pas obtenir l’effet voulu. 

## Réappropriation de l’expression par un des courants de ladidactique de l'EPS
Depuis les années 1980, un des courants de la didactique de l’EPS, comme pour de nombreuses disciplines scolaires, s’est approprié des concepts proposés par Gérard Vergnaud pour les mathématiques et repris par Jean-Louis Martinand pour l’enseignement des sciences.

### Illustration en EPS,boxe pieds-poingsen cycle terminal de lycée
- La situation d’opposition est la suivante : L’attaqué est dos au coin du ring à distance du coin. Au départ de chaque échange, l’attaquant est hors distance de l‘attaqué. L’attaquant progresse en avant afin de marquer des points (toucher des cibles-corporelles adverses  et encore mieux toucher le coussin de coin de ring avec le pied). Le but premier de l‘attaqué est d’empêcher l’attaquant d’atteindre le coussin et de se faire toucher (ce qui indique une mort subite = 10 points) ou marquer 10 points d’écart (mort subite) en touchant des cibles-corporelles adverses en 2 minutes (touche en poing ou ligne basse = 1 pt, touche en pied en ligne médiane = 2 pts et haute = 3 pts) ; 
  - Aménagement de la tâche : travail par groupe homogène de trois. Le troisième élève est un  « arbitre-scoreur ». La  formule est un tournoi de type Round-Robin. À l’issue de chaque rupture d’échange l’arbitre annonce les cibles atteintes (score). L’opposition reprend à distance lorsque l’échange est terminé. L’attaqué doit rester à proximité de son coin et ne pas exercer de pression excessive sur l’attaquant c’est-à-dire qu’il ne doit pas prendre d’initiative en attaque ;
  - But de la tâche pour l’enseignant : repérer chez l’élève, 1/ si le problème à résoudre est perçu, 2/ si une résolution du problème est entamée (adaptations, régulations et stratégies) ; 3/ si la résolution du problème met en lumière des notions majeures en sports de combat telles que la notion de prise d’information (lecture du jeu adverse), de temps (timing), d’opportunité (d’à-propos) et l’utilisation d’outils technico-tactiques (coup d’arrêt, coup de contre, riposte…) ;
- La dévolution du problème : l’enseignant manipule les variables didactiques (pose des questions à l'attaqué, propose au fur et à mesure des types d’arme-corporelle, de cible-corporelle et d’actions autorisées…) tant que l’élève-attaqué ne perçoit pas le problème en question et n’envisage pas une possibilité de prévoir une démarche rationnelle ;
  - L’anticipation de la solution : la difficulté des questions doit amener l’élève à donner des réponses qui dépassent l’évidence mais où la conviction n’est pas totale ;
- Déclaration de solution et de mise à l’épreuve de l’élève : l’enseignant s’enquiert de la manière dont l’élève propose des solutions et de mise à l’épreuve de la réponse (relation décision/résultat) ;
  - Du transfert vers le contrôle : en favorisant les descriptions de stratégies, l’enseignant cherche à obtenir le maximum de contrôle de la situation par l’élève (découverte et emploi du savoir) ;
  - Vérification de la réponse : l’élève est amené à prévoir la valeur de sa réponse en simulation la vérification. Par exemple, l’élève peut noter sa performance en précisant la nature de sa production. Ensuite, il va analyser sa production à l’aide de fiches techniques mises à sa disposition par l’enseignant.

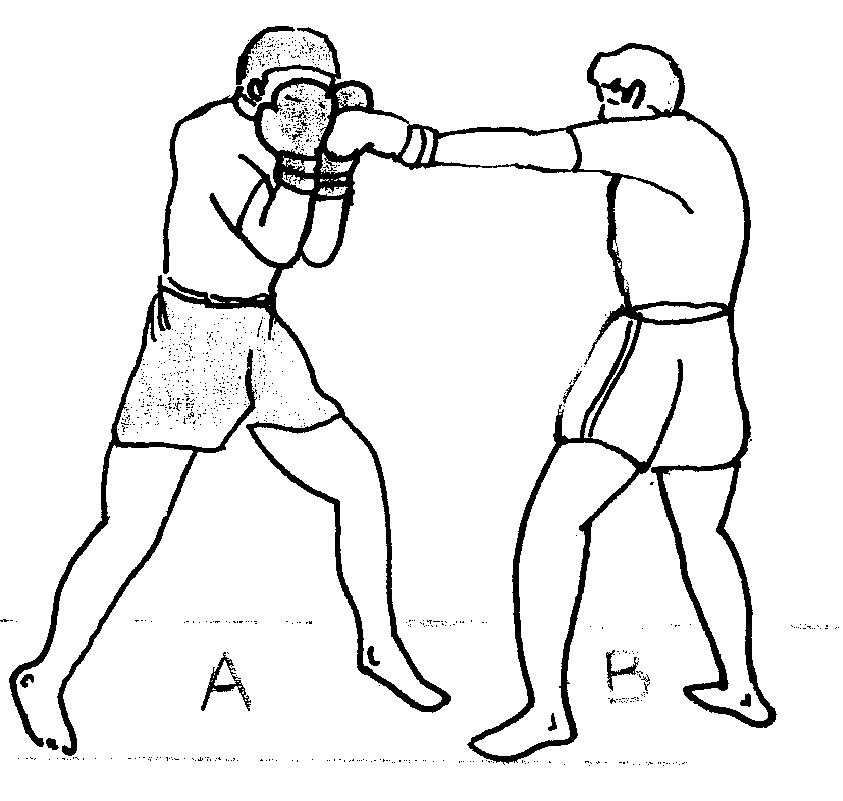
Coup de poing d'arrêt sur les bras lors d'une avancée adverse
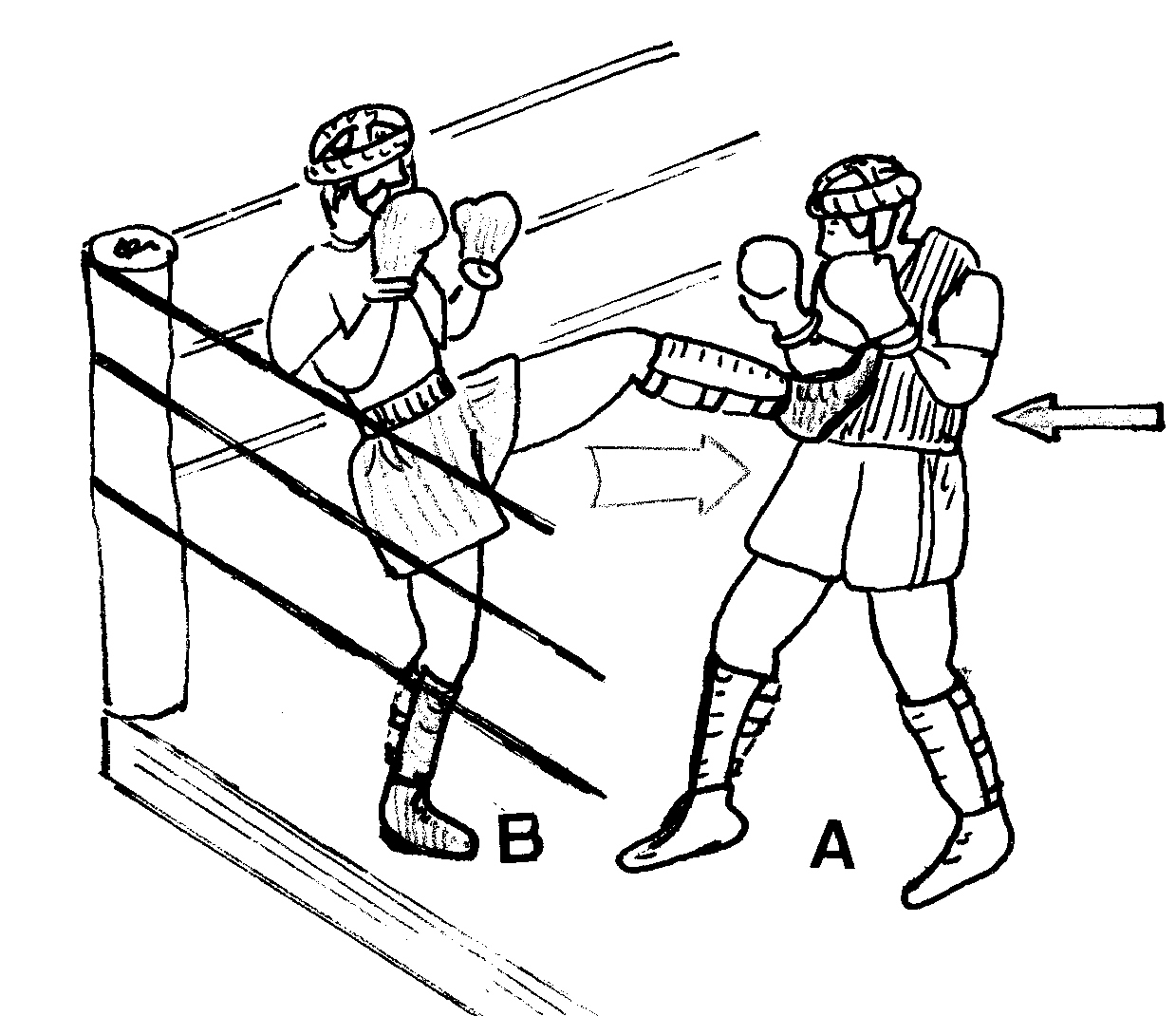
Coup de pied d’arrêt sur le tronc lors d'une approche adverse

## Sources
- Guy Brousseau, Fondements et méthodes de la didactique des mathématiques, Recherche en didactique des mathématiques, La Pensée Sauvage, Grenoble, 1986
- Guy Brousseau, Théorie des situations didactiques, La Pensée Sauvage, Grenoble, 1998
- Régine Douady, article « mathématiques (Didactique des…), in Encyclopedia Universalis, 1984
- Gérard Vergnaud, L’enfant, la mathématique et la réalité, Peter Lang, Berne, 1981